# ソレノイド

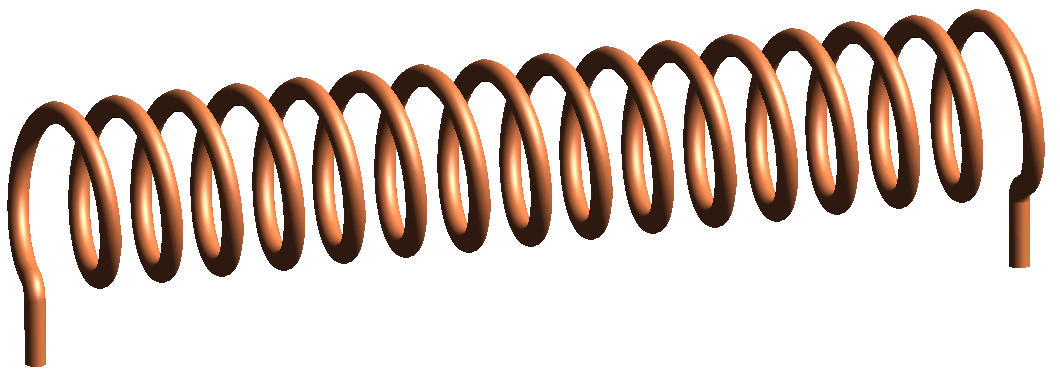
ソレノイド

ソレノイドにより発生した磁界（断面図）

ソレノイド（フランス語の solénoïde または、ギリシャ語 solen 「管、導管」とギリシャ語 eidos 「形、形状」との合成語）は、3次元のコイルで、螺旋状、特に密巻きにした形状（層を重ねることもある）のもののことである。
2次元の、平面上の渦巻状（スパイラル）のものはコイルだが、ソレノイドではない。特に、ふつうは絶縁電線でできており、電流を流して磁場を発生する目的のものやそれを利用した装置を指すことが多い。コイルの場合、ソレノイドコイルは空芯単巻コイルと意味によって表すときもある。コイルと同じく、電線自体を指して巻線という。
ふつう、物理学では磁場を発生する目的のものを指し、しばしば金属のコアの周りに巻く。制御可能な磁場の発生や、電磁石に利用する。特に、（実験を行うような）広い空間に一様な磁場を発生するように設計したものを指す。

## ソレノイドアクチュエータ
工学分野などでは、ソレノイドの語でそれを使うアクチュエータなど電磁石応用作動機構を略称することが多く、電磁弁（ソレノイドバルブ）を略すこともある。ソレノイドアクチュエータでスイッチを動かす電磁継電器をソレノイドスイッチともいう。
ソレノイド内に可動鉄芯を設置し、電流を流すことで電磁力を得ることができる。電磁力によって運動できる範囲が狭い（ストロークが短い）が、鉄芯入りソレノイドまたは鉄心入り複巻コイルは小形で電磁力が強く高速応答を得られるので、油圧シリンダー、空気圧シリンダーの制御、自動車用燃料噴射装置のインジェクター開弁制御など、電磁力による制御器に使われている。
可動鉄芯のオーバーランを防ぐため多くの場合コイルの一端はストッパーで塞がれており、またストッパーを固定鉄芯として磁力を追加し吸引力を強化することが多い。
ソレノイドアクチュエータと電磁石の相違は、前者が可動鉄芯を持つのに対し、後者の鉄芯は固定されて可動部がない点である。
ソレノイドには、次のような分類がある。
リニアとロータリー
電磁力が可動磁性体に作用させた場合の作動方向を直線 (linear) または回転 (rotary) かを区別するために付けられる。
AC（交流）とDC（直流）
ACソレノイドは可動鉄芯を吸引させる力が一定で、動作速度が比較的速い（約10[m/s]）。可動鉄心がロックして所定のストロークをしない場合、引き付け位置より遠いほど高電流が流れるため、保護装置が働く場合がある。DCソレノイドはACソレノイドよりも小さく音も小さいが、可動鉄芯の位置によって吸引させる力が変化して動作速度は遅く、電気的負荷は一定という特徴をもつ。
プル形、プッシュ形
可動鉄芯のどちら側を作用させるかによる。プル (pull) 形は可動鉄芯に直に対象を接続し引っ張る動作をする。プッシュ (push) 形はストッパーを貫通して反対側にプッシュロッドを伸ばして押す動作をする。どちら側でも作用可能なプッシュプル (push-pull) 形もある。

## リンク
- ソレノイドの動作説明 - タカハ機工
- ソレノイドとは - 新電元メカトロニクス